# محطة سكة الحديد لودي (لومباردي)
محطة سكة حديد لودي (بالإيطالية: Stazione di Lodi)‏ يخدم مدينة وكومي لودي، في منطقة لومباردي، شمال إيطاليا . تم إطلاقه عام 1861، ويقع على طول خط سكة حديد ميلان-بولونيا .
تتم إدارة المحطة حاليًا بواسطة شبكة السكك الحديدية الإيطالية ومع ذلك، تتم إدارة المنطقة التجارية لمبنى الركاب بواسطة المحطات المركزية . يتم تشغيل خدمات القطارات بواسطة ترينيتاليا . كل من هذه الشركات هي شركة تابعة لشركة السكك الحديدية المملوكة للدولة في إيطاليا.

## الموقع
تقع محطة لودي للسكك الحديدية في ساحة ديلا ستازيون، على الحافة الجنوبية من وسط المدينة.

## التاريخ

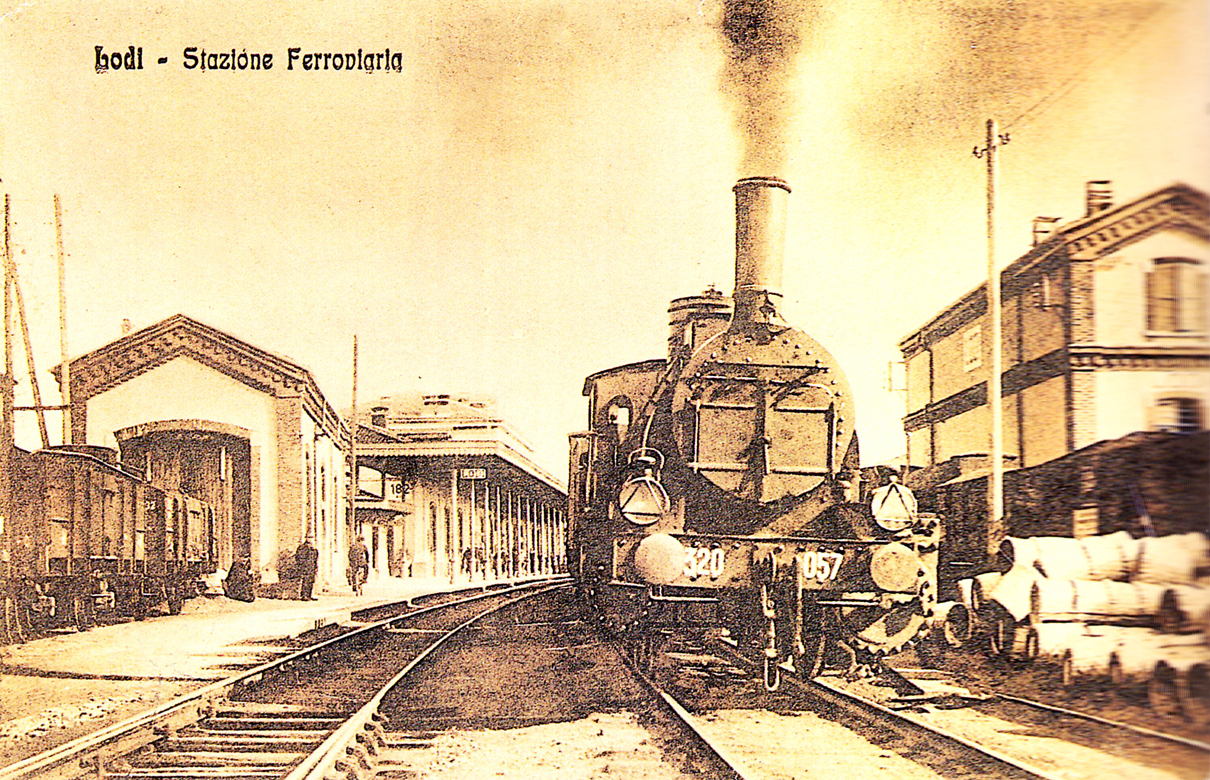
المحطة في مطلع القرن العشرين.

تم افتتاح المحطة في 14 نوفمبر 1861، مباشرة بعد إطلاق قسم ميلان - بياتشينزا لخط سكة حديد ميلان-بولونيا. لقد مرت العديد من التغييرات بعد ذلك.
في المحطات ذروة، تم ربط ساحة البضائع مع مطحنة الغزل الحرير على بعد مسافة قصيرة. تم إغلاق هذه القطعة من السكك الحديدية عند إغلاق المصنع.
عند إضافة مسارات أخرى، تمت زيادة المسارات الموجهة إلى حركة المسافرين إلى أربعة. حوالي عام 2004، تم تحويل المسار الخامس لاستخدام الركاب. كان يستخدم سابقًا بشكل أساسي لتجاوز قطارات البضائع على المسارين 2 و 3.

في نفس الفترة، تم تحويل قسم ساحة البضائع المواجه لـ Piazzale della Stazione إلى موقف للسيارات وإلى محطة خطوط الحافلات التي تديرها LINE. عانى المستودع المجاور للمنصة 1 من مصير مماثل. تم إغلاقه، وتستخدم المنطقة الآن كمكتب التذاكر LINE. 

## المميزات

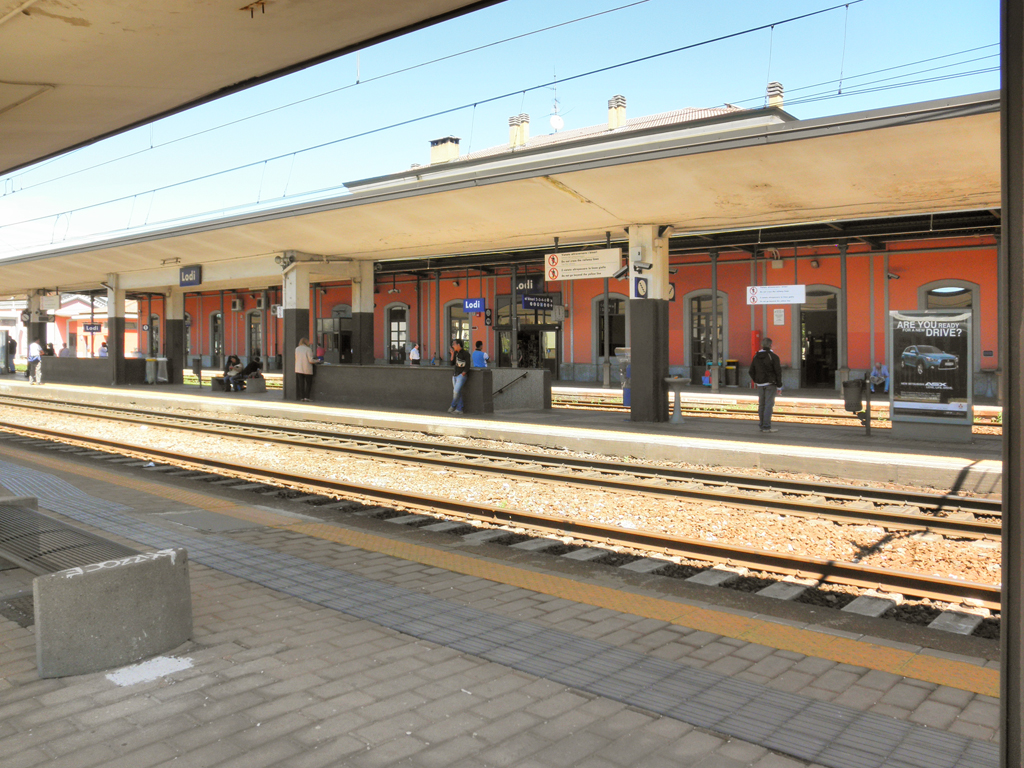
منظر لساحة المحطة.

يرتبط مبنى الركاب بجميع المسارات (باستثناء المسار الأول المجاور له) بواسطة ممر للمشاة . تم تجهيز المنصات مع الملاجئ.
كان الممر السفلي ضروريًا لأن خط سكة حديد ميلان-بولونيا واحد من أكثر خطوط السكك الحديدية ازدحامًا في إيطاليا، وكان مشغولًا بشكل خاص قبل افتتاح خط سكة حديد ميلان-بولونيا عالي السرعة .
يوجد في ساحة المحطة خمسة مسارات لخدمة الركاب، وعدد من المسارات الأخرى لتجاوز قطارات البضائع التي تنتظر في ساحة البضائع في نهاية بولونيا من المحطة. تُستخدم المسارات 1 و 4 لتجاوز قطارات البضائع.

يقع Via Spelta بالقرب من الشارع الجانبي وهو ساحة بضائع عاملة، حيث يتم حشد كميات من الحليب قبل مغادرة المحطة بالسكك الحديدية. 

## حركات الركاب والقطارات
محطة السكك الحديدية لودي لديها حوالي أربعة ملايين حركة الركاب كل عام. معظم هذه الحركات هي رحلات ركاب من وإلى ميلانو.
لودي هي محطة لمعظم القطارات الإقليمية على طول المسافة بين ميلان وبولونيا وسكك حديد ميلان - كريمونا - مانتوا متجهة مباشرة إلى بولونيا المركزية، بارما، مانتوا، كريمونا . هناك أيضا خطوط قطار إقليمية مع ليفورنو المركزية وريميني . تعمل القطارات الإقليمية ذات المسافات القصيرة من وإلى بياتشينزا ؛ تتوقف هذه القطارات في جميع المحطات بين بياتشنسا ولودي، ثم تعمل بدون توقف إلى ميلانو. خدمات إقليمية أخرى تتجه نحو محطة ميلانو في ميلانو روجريدو، ميلانو بورتا غاريبالدي، ميلانو لامبرات، ميلانو سنتر، ميلانو غريكو بيريللي، ميلانو سرتوسا وسستو سان جيوفاني .
كما يتصل أيضًا في Lodi: EuroStar City و InterCity و InterCityNight والقطارات السريعة، على الخدمات المباشرة من وإلى نابولي Centrale و Reggio Calabria Centrale و Crotone و Salerno و Bari Centrale و Terni و Rimini و Lecce و Milano Centrale.
بالإضافة إلى هذه الروابط، أصبحت Lodi الآن محطة من الخط S1 لخدمة السكك الحديدية في ضواحي ميلان، والتي تربط Lodi مع Saronno عبر الحلقة عبر ميلانو.

## تبادل
توفر المحطة التبادل مع الحافلات الحضرية والضواحي وسيارات الأجرة.